# Jerko Leko
Jerko Leko (Zagreb, 9 de Abril de 1980) é um ex-futebolista profissional e atual treinador croata.

## Carreira
Leko integrou a Seleção Croata de Futebol na Eurocopa de 2004.